# Grammy for Bedste vokale jazz-præstation af en kvinde
Grammy Award for Jazz Vocal Performance, Female er en amerikansk pris der uddeles af Recording Academy for årets jazzvokalpræstation af en kvinde. Prisen blev uddelt i perioden 1981-1991 med en enkelt undtagelse (1985). Før den tid fandtes der en kønsneutral pris Grammy Award for Jazz Vocal Performance, som både mænd og kvinder kunne nomineres til og vinde. Det var også tilfældet i 1985, og fra 1992 og frem har denne pris igen overtaget de to kønsspecifikke priser (ud over denne også Grammy Award for Best Jazz Vocal Performance, Male). Prisen har fra 2002 og frem heddet Grammy Award for Best Jazz Vocal Album. De to kønsspecifikke priser er dog aldrig officielt bortfaldet, men de har ikke været uddelt siden 1991.
Den mest vindende pris i denne kategori er Ella Fitzgerald, der har vundet fire gange, mens Diane Schuur har vundet to gange; alle øvrige prismodtagere har modtaget den en enkelt gang. 

## Modtagere
| År[I]    | Kunstner        | Nationalitet   | Værk                                           | Nominerede                                                      | Kilde |
| -------- | --------------- | -------------- | ---------------------------------------------- | --------------------------------------------------------------- | ----- |
| 1981     | Ella Fitzgerald | USA            | A Perfect Match                                |                                                                 |       |
| 1982     | Ella Fitzgerald | USA            | Digital III at Montreux                        |                                                                 |       |
| 1983     | Sarah Vaughan   | USA            | Gershwin Live!                                 | - Maxine Sullivan – Maxine Sullivan with the Ike Isaacs Quartet | [ 1 ] |
| 1984     | Ella Fitzgerald | USA            | The Best Is Yet to Come                        | - Sarah Vaughan – Crazy and Mixed Up                            | [ 2 ] |
| 1985[II] | —               | —              | —                                              | —                                                               | [ 3 ] |
| 1986     | Cleo Laine      | Storbritannien | Cleo at Carnegie: The 10th Anniversary Concert | - Maxine Sullivan – The Great Songs from the Cotton Club        | [ 4 ] |
| 1987     | Diane Schuur    | USA            | Timeless                                       | - Maxine Sullivan – Uptown                                      | [ 5 ] |
| 1988     | Diane Schuur    | USA            | Diane Schuur & the Count Basie Orchestra       | - Sarah Vaughan – Brazilian Romance                             | [ 6 ] |
| 1989     | Betty Carter    | USA            | Look What I Got!                               | - Carmen McRae – Fine and Mellow                                | [ 7 ] |
| 1990     | Ruth Brown      | USA            | Blues on Broadway                              | - Janis Siegel – Short Stories                                  | [ 8 ] |
| 1991     | Ella Fitzgerald | USA            | All That Jazz                                  | - Dianne Reeves – "I Got It Bad (and That Ain't Good)"          | [ 9 ] |

↑[I] Prisen blev kombineret med Best Jazz Vocal Performance, Male-kategorien og givet som en pris uden kønsangivelse med betegnelsen Best Jazz Vocal Performance.